# René Vautier
Pour les articles homonymes, voir Vautier.
Ne doit pas être confondu avec René Allio.
René Vautier, né le 15 janvier 1928 à Camaret-sur-Mer (Finistère) et mort le 4 janvier 2015,, à Saint-Malo (Ille-et-Vilaine), est un réalisateur et scénariste français, communiste, anticolonialiste et collaborateur du FLN algérien, particulièrement connu par son film Avoir vingt ans dans les Aurès.

## Biographie

### Jeunesse et formation
Né d’un père gérant d’usine et d’une mère institutrice, René Vautier pratique le scoutisme laïque à Quimper au sein des Éclaireurs de France. Le groupe de jeunes dont il fait ainsi partie, appelé clan René Madec, réalise des actions de Résistance en Bretagne dès 1940, et de manière plus structurée à partir de 1943. Il est alors âgé de quinze ans. Sept jeunes du clan sont tués,. René Vautier est décoré de la Croix de guerre à seize ans, et le groupe « jeunes » du clan René Madec est cité de manière collective à l’ordre de la Nation par le général Charles de Gaulle pour faits de Résistance (1944).
Après des études secondaires au lycée de Quimper, il est diplômé de l’Institut des hautes études cinématographiques (IDHEC) en 1948, premier de sa promotion en section réalisation-production.
Il adhère ensuite au Parti communiste français.

### Afrique 50
En 1949, il part pour l'Afrique, la Ligue française de l'enseignement lui ayant commandé un reportage sur les conditions de vie dans les villages de Côte d'Ivoire, de Haute-Volta, du Sénégal et du Soudan français, destiné à mettre en valeur la mission éducative de la France dans ses colonies pour montrer aux élèves des lycées et des collèges « comment vivent les villageois d'Afrique occidentale française ». Indigné par ce qu'il voit sur place, Vautier décide de filmer la réalité de l'Afrique colonisée. Mais la police saisit les négatifs du film et lui-même est cité à comparaître pour « avoir […] procédé à des prises de vues cinématographiques sans l'autorisation du gouverneur ».
Il réussit cependant à sauver quelques bobines et, en 1950, réalise un film de quinze minutes, Afrique 50, qui est diffusé clandestinement. Interdit pendant plus de quarante ans, c'est le premier film anticolonialiste français, chef-d’œuvre du cinéma engagé, qui lui vaut treize inculpations et une condamnation à un an de prison. Lui et Félix Houphouët-Boigny sont jugés pour avoir violé un décret de 1934 de Pierre Laval, alors ministre des Colonies. René Vautier est incarcéré à la prison militaire de Saint-Maixent-l'École, puis à Niederlahnstein en zone française d’occupation en Allemagne. Il en sort en juin 1952. Afrique 50 reçoit la médaille d’or au festival de Varsovie.

### L'Algérie (1956-1965)
Engagé en Afrique sur divers tournages, il rejoint clandestinement l'Algérie par les maquis dès 1956 et participe à la lutte révolutionnaire pour l'indépendance de l'Algérie du FLN. Il tourne dans les Aurès, les Némentchas, ainsi qu'à la frontière tunisienne, filmant les maquisards de l'ALN,.
Au printemps 1958, il se rend au Caire où se trouve la direction du FLN pour y montrer Algérie en flammes, son film sur la lutte de l'ALN. Sur place, il doit rencontrer Abane Ramdane, l'un des cinq membres du comité exécutif du FLN. Il ignore cependant que ce dernier a été assassiné au Maroc en 1957 sur ordre de Krim Belkacem. Il essaie alors de vendre le film aux Égyptiens qui le donnent au FLN.
René Vautier est alors accusé d'avoir détourné des sommes qui auraient servi à payer les travaux de laboratoire en Allemagne de l'Est et de tentative de « commercialisation de la Révolution ». Il est convoyé vers la Tunisie via la Libye et emprisonné pendant vingt-cinq mois (1958-1960) dans une prison du FLN. D'abord détenu à Mornag dans les environs de Tunis, il parvient à s'échapper en retirant un barreau d'une fenêtre. Il ne souhaite pas s'évader, mais plutôt s'expliquer avec les dirigeants du FLN dont il pense qu'ils ignorent son incarcération. Mais au lieu de l'aider, ses contacts lui envoient les gardiens de Mornag qui le ramènent en prison. Il subit alors la torture pendant quatre jours, « littéralement épluché avec une garcette ». Transféré à Den Den, il est au bout du compte relâché, sans explication.
Ne gardant pas rancune de cet épisode aux indépendantistes algériens, il s'installe dès l'indépendance à Alger. Il est nommé directeur du Centre audiovisuel d’Alger (1962-1965). Il y est aussi secrétaire général des Cinémas populaires. Il filme les premiers jours de l'Indépendance algérienne et tente de créer un dialogue, grâce à la vidéo, entre les peuples français et algérien. Il coécrit le documentaire L'Aube des damnés d'Ahmed Rachedi, sorti en 1965.

### La France
De retour en France, il participe à l'aventure du groupe Medvedkine en Mai 1968 (collectifs cinéastes-ouvriers).
En 1970, il fonde l'Unité de production cinématographique Bretagne (UPCB), avec Nicole Le Garrec et Félix Le Garrec, dans la perspective de « filmer au pays ».
En 1972, il sollicite en tant que distributeur du film un visa d'exploitation pour le documentaire de Jacques Panijel, Octobre à Paris, consacré au massacre des Algériens à Paris le 17 octobre 1961 par les forces de police sous les ordres de Maurice Papon. Le visa est refusé. Aussi, le 1er janvier 1973, il commence une grève de la faim, exigeant « la suppression de la possibilité, pour la commission de censure cinématographique, de censurer des films sans fournir de raisons ; et l’interdiction, pour cette commission, de demander coupes ou refus de visa pour des critères politiques ». Soutenu par Jacques Rivette, Agnès Varda, Jean-Luc Godard, Claude Sautet, Alain Resnais, Robert Enrico, il obtient une décision favorable du ministre de la culture Jacques Duhamel et met fin à sa grève de la faim au bout de trente-et-un jours.
En 1974, René Vautier joue son propre rôle de résistant dans Quatre journées d'un partisan d'Alain Aubert.
En 1984, il fonde une société de production indépendante : Images sans chaînes.
René Vautier déclare s'être toujours efforcé de mettre « l'image et le son à disposition de ceux à qui les pouvoirs établis les refusent », pour montrer « ce que sont les gens et ce qu'ils souhaitent. » Comme Jean-Luc Godard, qu'il rencontre en 2002, René Vautier cherche à développer une théorie en acte de l’image.
Cité comme témoin au procès de Roger Garaudy — auquel il a consacré un court métrage en 1991, À contre nuit —, le cinéaste a néanmoins assuré qu'il ne partageait pas ses thèses négationnistes et antisémites.
Il a témoigné en faveur des membres de l'Armée révolutionnaire bretonne en 2004 lors du procès faisant suite à l'attentat de Quévert.

### Distinctions et hommages
- 1974 : hommage spécial du jury du Film antiraciste pour l’ensemble de son œuvre
- 1998 : grand prix de la Société civile des auteurs multimédia (SCAM) pour l’ensemble de son œuvre
- 2000 : décoré de l'ordre de l'Hermine[23] à Pontivy
- 2002 : président d'honneur des Écrans citoyens à l'Institut d'art et d'archéologie
- 2012 : nommé Citoyen d’Honneur de la ville de Stains
- 2022 : l’Auditorium de la médiathèque Louis-Aragon à Stains a été inauguré au nom de René-Vautier

## Filmographie

### Les libertés en France
- Le film, "D'autres sont seuls au monde", de Raymond Vogel et René Vautier, sorti en 1953, qui raconte le mouvement de soutien à Henri Martin via la pièce  Drame à Toulon[24].

### Le capitalisme
- Un homme est mort Film sur la mort de l’ouvrier Édouard Mazé, lors des manifestations et des grèves de Brest (mars-avril 1950). Le titre de ce film est repris d'un poème de Paul Éluard tiré du recueil Au rendez-vous allemand (1944). L'histoire de ce film disparu est relatée dans la bande dessinée homonyme de Kris et Étienne Davodeau.Un film d'animation a été réalisé par Olivier Cossu en 2017[25],[26].
- Les Anneaux d'or, avec Claudia Cardinale dans son premier rôle Une de ses rares œuvres de fiction, le film remporte l'Ours d'argent au festival de Berlin-Ouest en 1958.
- Classe de lutte, 1969, avec les ouvriers du Groupe Medvedkine et Chris Marker.
- Transmission d'expérience ouvrière, 1973 S’adressant à d’autres collectivités ouvrières, les ouvrières licenciés des usines des Forges d'Hennebont racontent la façon dont les promesses gouvernementales et patronales les ont floués.
- Quand tu disais Valéry, 1975 Le film retrace la longue grève des ouvriers de l’usine de fabrication de caravanes Caravelair à Trignac, classé meilleur film français au festival de Rotterdam.

### Le colonialisme et particulièrement la guerre d’Algérie
- Afrique 50, 1950 Premier film réalisé par René Vautier, alors âgé de 21 ans, et premier film anticolonialiste français.
- Une nation, l'Algérie, 1954 L’une des deux copies est détruite, la deuxième a disparu.
Après la révolution du 1er novembre 1954, le film relate en images la véritable histoire de la conquête de l’Algérie. René Vautier est poursuivi pour atteinte à la sûreté intérieure de l’État pour une phrase du film : « L’Algérie sera de toute façon indépendante ».
- Algérie en flammes, 1958[27]
- Peuple en marche, 1963 Film qui fait un bilan de la guerre d'Algérie en retraçant l'histoire de l'ALN et qui montre l'effort populaire de reconstruction du pays, après l'indépendance.
- Avoir vingt ans dans les Aurès[28], avec Alexandre Arcady, Yves Branellec, Philippe Léotard. Prix international de la critique du festival de Cannes 1972.
- Déjà le sang de mai ensemençait novembre, 1982.
- Le Cinéma des premiers pas, 1985 Réalisé en Algérie, le film porte sur sa participation à l'activité cinématographique dans l'Algérie indépendante.

### Le racisme en France
- Les Trois Cousins Fiction tragique sur les conditions de vie de trois cousins algériens à la recherche d’un travail en France.
Prix du meilleur film pour les Droits de l'Homme à Strasbourg en 1970.
- Les Ajoncs, 1971
- Le Remords, 1974
- Vous avez dit : français ?, 1986 Réflexion sur la notion de citoyenneté française et l’histoire de l’immigration en France.

### L’apartheid en Afrique du Sud
- Le Glas, réalisé sous le pseudonyme algérien de Férid Dendeni, en réaction à la pendaison de trois révolutionnaires de Rhodésie du Sud pourtant précédemment graciés par la reine d'Angleterre[29]. Le film est d’abord interdit en France, puis autorisé en 1965 parce qu’il était autorisé en Grande-Bretagne, 6 minutes, 1964.
- Frontline, réalisé avec Oliver Tambo, prédécesseur de Nelson Mandela et coproduit avec le Congrès national africain, 1976

### La pollution
- Marée noire, colère rouge, 1978 Classé meilleur film document mondial 1978 au festival de Rotterdam.
- Mission pacifique, 1988 Documentaire sur des témoins sur place qui analysent les prises de vues effectuées lors des explosions atomiques dans le Pacifique et du naufrage du Rainbow Warrior.
- Hirochirac, 1995 Reportage tourné pendant le cinquantième anniversaire d’Hiroshima, au moment où Jacques Chirac reprend les essais nucléaires dans le Pacifique, et complété par des témoignages de victimes du nucléaire.

### L’extrême droite française
- À propos de… l'autre détail, 1984 Documentaire monté à partir de témoignages sur la torture de personnes ayant vécu la guerre, comme l'historien Pierre Vidal-Naquet, le militant de la non-violence Jacques Pâris de Bollardière, le préfet de police d'Alger Paul Teitgen, la déportée Germaine Tillion et l'Algérien Hadj Boukhalfa, qui aurait été torturé par l'officier parachutiste Jean-Marie Le Pen[30],[31].
Le document sera utilisé pour défendre Le Canard enchaîné lors du procès pour diffamation intenté par Jean-Marie Le Pen. Le film est projeté et certains témoins viennent également soutenir le journal. Mais la loi d’amnistie de 1963 protège l’homme politique, interdisant l’utilisation d’images pouvant nuire à des personnes ayant servi pendant la guerre d’Algérie[32].
- Châteaubriand, mémoire vivante, 1985 Châteaubriand est un camp allemand où 27 résistants français, dont 21 militants communistes, ont été fusillés en 1941. On soutient d'ordinaire que les communistes ne sont entrés dans la Résistance qu’au moment où l’Allemagne a envahi l’URSS, or le film démontre le contraire : les 21 fusillés du camp sont des communistes résistants désignés aux Allemands par le gouvernement français. La télévision française refuse de soutenir le projet. Le film est fait avec Fernand Grenier, un responsable de l’Amicale des anciens de Châteaubriand. Des hommes et des femmes internés témoignent, et chaque année des milliers de personnes se souviennent en commun[32].

### Le mouvement féministe
- Quand les femmes ont pris la colère, coréalisation avec Soazig Chappedelaine-Vautier, 1977

### La Bretagne
- Mourir pour des images, 1971
- La Folle de Toujane, fiction, coréalisation avec Nicole Le Garrec, 1974
- Le poisson commande Oscar du meilleur film sur la mer, 1976.
- Vacances en Giscardie, 1980 Film qui regroupe deux reportages sur les vacances d'été des « Français moyens » : 1. Simplement vivre et 2. Une place au Soleil.
- Histoires d'images, Images d'Histoire, documentaire, coréalisation avec Moïra Chappedelaine-Vautier, 2014

## Publications
- Caméra citoyenne - Mémoires, Rennes, Apogée, 1998  (ISBN 2-84398-002-X)
- Ils ont filmé la guerre avec les Algériens, dossier dans les Cahiers du cinéma no 561, octobre 2001
- Avec Jean-Luc Godard, Échange sur le cinéma politique, in Jean-Luc Godard. Documents, Centre Georges Pompidou, Paris, 2006  (ISBN 978-2844262998)

### Édition de films
- Afrique 50 et De sable et de sang, Les Mutins de Pangée, Paris, 2013
- Coffret de quatre DVD réunissant l'ensemble des films réalisés en Algérie, Les Mutins de Pangée, Paris, 2014
- Une grande partie de son œuvre a été retrouvée, reconstituée et restaurée et maintenant disponible sur CinéMutins[33]

### Films sur René Vautier
- Le dur désir de dire d'Alain d'Aix, 1981
- René Vautier l’indomptable de Jacques Royer, 1996
- René Vautier, l’homme de paix d'Ahcene Osmani, 1999
- René Vautier, cinéaste franc-tireur de Sabrina Malek et Arnaud Soulier, 2002
- Le Petit Blanc à la caméra rouge : Afrique 50, de René Vautier de Richard Hamon, 2007
- Algérie Tours/Détours d'Oriane Brun-Moschetti et Leïla Morouche, 2008
- Algérie, images d'un combat de Jérôme Laffont, 2009